# 3G

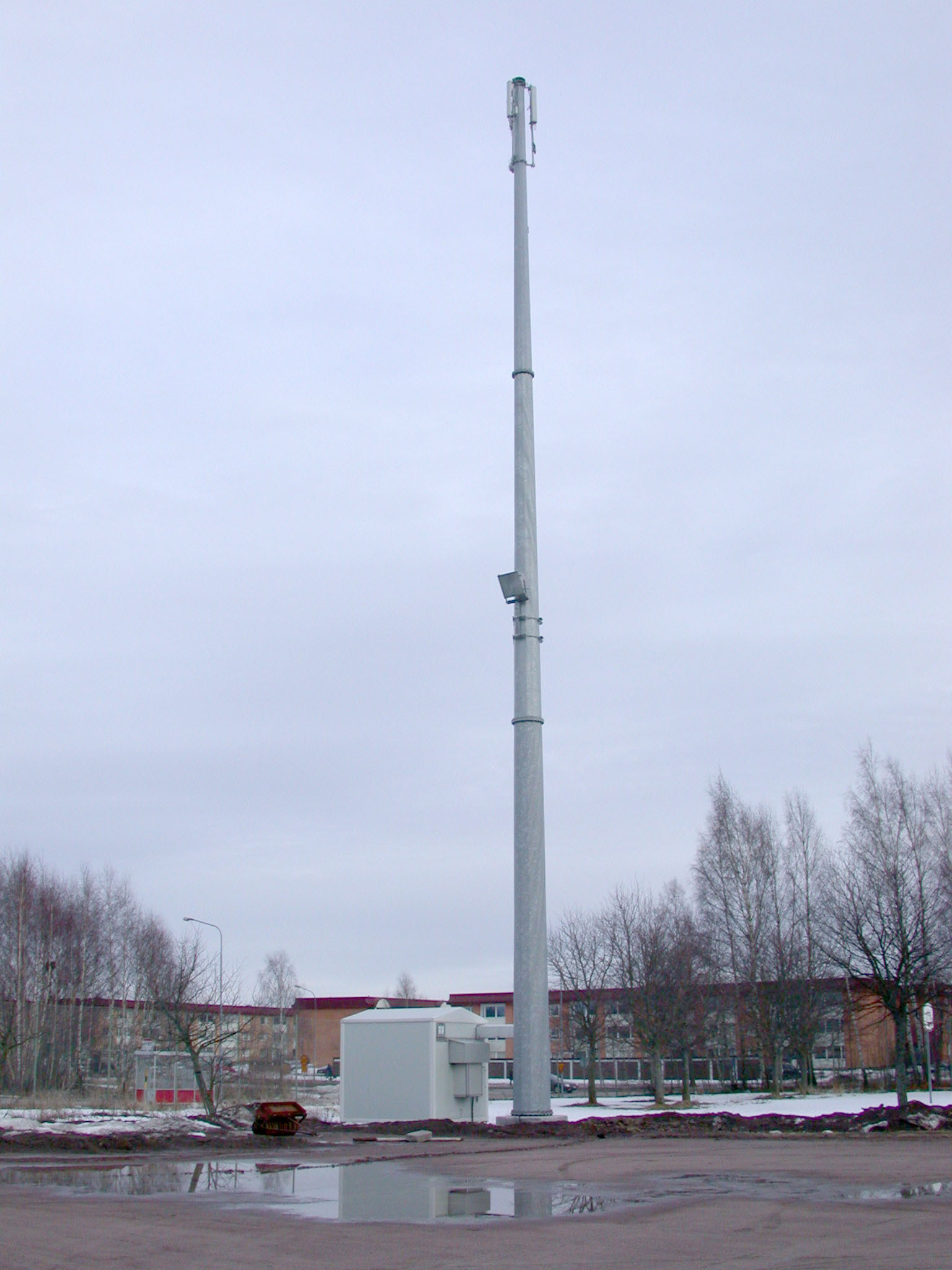
3G-torn i Motala.

3G, tredje generationens mobiltelefoni, ger mobiltelefontjänster med en överföringshastighet på upp till 2 Mbps för stationära system (med HSDPA upp till 14 Mbps.). För mobila system når man upp till 384 kbps.

## 3G/GSM
Den stora skillnaden mellan 3G och föregångaren GSM är överföringskapaciteten, det vill säga hur snabbt data skickas och tas emot av telefonen. Den större kapaciteten uppnås framförallt genom att mer bandbredd reserverats för 3G och genom att en enskild förbindelse kan använda fler frekvenser. Överföringskapaciteten är cirka 40 gånger snabbare med 3G vilket innebär att man förutom ljud och text även kan skicka och ta emot grafik, rörliga bilder och använda andra tjänster som kräver stor överföringskapacitet. Det är också möjligt att medan man skickar filer även hålla ett telefonsamtal. Något som spåddes kunna vara 3G:s främsta fördel var möjligheten att ha videosamtal med varandra. Detta visade sig inte vara fallet då 3G lanserades i Japan av företaget NTT Docomo. Där var det istället funktionen att ladda ner musik, filmer och applikationer till sin telefon, samt använda sociala medier som slog bäst ut. Allt detta har gjort att 3G av många kallas mobilt bredband.

## Nackdelar och nya behov
På grund av att de flesta operatörer sänder på höga frekvensband begränsas täckningen, bland annat inomhus. Operatörer finns som sänder på lägre frekvenser, men då med annan teknik (CDMA). Efterhand som alltmer kapacitetskrävande överföring sker till alltfler smartphones har 3G-systemen blivit allt långsammare och ibland närmast oåtkomliga, då många är uppkopplade samtidigt inom en lokal region. Detta är ett växande problem internationellt och fordrar nya förstärkta systemutbyggnader. Sedan 2009 har man också börjat bygga upp och erbjuda system för nästa generations teknik med större kapacitet, 4G, på olika orter.

## Historik
Som första generationens mobiltelefoni, 1G, räknas den analoga mobiltelefonin (NMT) medan 2G GSM är den digitala versionen. 2G var tänkt att bli en europeisk standard där GSM var förkortning för Group special mobile. Även länder utanför Europa såg en stor fördel med en gemensam standard för mobiltelefoni och efter smärre justeringar av systemet blev GSM en standard som kunde nyttjas över hela världen. Innebörden av förkortningen GSM ändrades till Global system for mobile communication. Man kan märka detta i tidiga mobiltelefoner, som till exempel inte anger det amerikanska 911 som ett nödnummer, utan endast det "europeiska" 112. Efterhand stod det klart att ett standardiseringsorgan, motsvarande ETSI för fasta nätet, var nödvändigt för att sammanlänka de olika nationella intressena. 3GPP bildades ur vilken 3G-standarden har sitt ursprung. Europaparlamentet och Europeiska unionens råd tog i slutet av 1998 ett beslut, som innebar att alla medlemsländer till EU skulle möjliggöra ett införande av 3G-tjänster i respektive land senast den 1 januari 2002. 
I Sverige lanserades mobilsurf med 3G och tekniken HSDPA den 8 november 2006. Hastigheten blev därmed cirka 40 gånger högre vilket möjliggjorde att strömma ljud och skicka bilder och video i mobiltelefonen. Själva användningen av 3G-näten och mobilsurf i Sverige slog igenom på bred front år 2008 när Iphone började säljas i Sverige.
Efter lanseringen av 5G påbörjade flera operatörer utfasningen av 3G-näten. De stora amerikanska telebolagen AT&T och Verizon meddelade båda 2021 att 3G-näten skulle avvecklas helt år 2022. I Norge stängdes den sista 3G basstationen ned i November 2021. Svenska Telia och Tele 2:s samägda nätverk började avvecklas under 2018. Telias egna 3G-nät började avvecklas 2021 och 3G skulle enligt dem vara helt avvecklat 2023. Telenor Sverige och Tre påbörjade också avvecklingen av 3G under 2021.  Eftersom tillstånden från PTS för 900 och 2100 MHz banden upphör 2025-12-31 är det tveksamt om något 3G nät kommer att finnas kvar i Sverige efter 2025, även om Tre och Tele2 på PTS informationsmöte har sagt att de kanske kommer ha 3G nät kvar i 900 MHz efter 2025. Innan kommer PTS anordna en spektrumauktion för 900, 2100 och 2600 MHz bandet för tillstånd som skall gälla från 2026-01-01 och de operatörer som har tillstånd i detta spektrum idag måste då köpa det igen om de ska använda det efter 2025. De får då använda vilken teknik de vill[källa behövs].

## Standarder för 3G
- UMTS
- CDMA2000
- WCDMA
- TD-SCDMA